# Gonia longipulvilli
Gonia longipulvilli är en tvåvingeart som beskrevs av Tothill 1924. Gonia longipulvilli ingår i släktet Gonia och familjen parasitflugor. Inga underarter finns listade i Catalogue of Life.